# 아나톨리 데미야넨코
| 이 사람의 이름은 동슬라브어군 이름입니다. 첫 번째 성은 바실료비치 이며 부칭은 데미야넨코 입니다. |

아나톨리 바실료비치 데미야넨코(우크라이나어: Анатолiй Васильович Дем'яненко, 1959년 2월 19일, 드니프로페트로우스크 주 드니프로페트로우스크 ~)는 우크라이나의 축구 감독이자 전직 선수이다. 현역 시절, 그는 디나모 키이우와 소련 국가대표팀에서 주로 좌측 수비수로 활약했다.

## 선수 경력
데미야넨코는 고향 드니프로페트로우스크의 유소년부인 "드니프로-75"에서 축구를 시작했다. 그는 1975년에 소비에트 톱리그에 속한 고향의 모구단인 드니프로 드니프로페트로우스크 1군에 합류했다. 그러나, 그는 1978년이 되어서야 1군 신고식을 치렀다. 그 시즌 말까지 그는 20번의 경기에 출전해 1골을 넣었다.
1979년, 데미야넨코는 소련 인민 스파르키아드 대회에서 우크라이나를 대표로 참가해 몇 경기 출전했다.
데미야넨코는 오랜 기간 디나모 키이우의 주장을 역임했고, 소련의 골 결정력이 좋은 왼발잡이로, 한 측면의 공수를 전부 책임질 수 있었다. 2000년 12월, 그는 안드리 셰우첸코와 올레흐 블로힌에 이어 "우크라인스키 축구 주간" 투표에서 우크라이나의 "세기의 선수단" 최우수 선수단 3위로 선정되었다. 데미야넨코는 소련 국가대표팀 역사상 최다 출전 4위를 기록했고, 3차례 월드컵 본선에 참가했다.

## 감독 경력
데미야넨코는 1993년에 CSK ZSU 키이우에서 지도자 활동을 시작했다. "군인 선수단"이 보리스필과 합병되면서, 새 구단 명칭은 "CSKA-보리스펜 키이우"로 개칭되었다. 그러나, 이 시즌 이듬해인 1994년에 디나모 키이우 이적이 확정되었다. 그로부터 2005년까지, 그는 디나모 키이우의 호화로운 사단 일원으로 수석 코치를 역임했고, 이후 감독도 맡았다. 그의 임기에 키이우는 2006-07 시즌에 우크라이나 프리미어리그를 우승했고, 2005-06 시즌과 2006-07 시즌에는 쿠보크 우크라이니를 제패했다. 2007-08 시즌에 디나모 키이우가 부진에 빠지면서, 데미야넨코 감독은 2007년 9월에 사임했다.
2008년 1월, 데미야넨코는 블라스티밀 페트르젤라를 해임하여 사령탑이 공석이 된 아제르바이잔의 네프치 바쿠 감독이 되었다. 데미야넨코는 아제르바이잔 축구 역사에 한 획을 그었는데, 네프치는 UEFA컵 예선 3차전을 통과한 최초의 구단이 되었다. 그러나, 그는 아제르바이잔 리그 개막 후 처음 2경기를 모두 패하면서 해임되었다.

## 사생활
아나톨리는 우크라이나의 미드필더 데니스 데미야넨코(2000년생)의 부친으로, 데니스는 현재 데스나 체르니히우 소속이다.

## 경력 통계

### 클럽
| 구단          | 시즌      | 리그 | 리그 | 컵   | 컵 | 유럽 | 유럽 | 슈퍼컵 | 슈퍼컵 | 합계 | 합계 |
| 구단          | 시즌      | 출장 | 골   | 출장 | 골 | 출장 | 골   | 출장   | 골     | 출장 | 골   |
| ------------- | --------- | ---- | ---- | ---- | -- | ---- | ---- | ------ | ------ | ---- | ---- |
| 드니프로      | 1978      | 20   | 1    | 0    | 0  | 0    | 0    | 0      | 0      | 20   | 1    |
| 디나모 키이우 | 1979      | 32   | 0    | 3    | 0  | 6    | 2    | 0      | 0      | 41   | 2    |
| 디나모 키이우 | 1980      | 32   | 2    | 8    | 0  | 2    | 0    | 0      | 0      | 42   | 2    |
| 디나모 키이우 | 1981      | 29   | 2    | 4    | 0  | 5    | 0    | 1      | 0      | 39   | 2    |
| 디나모 키이우 | 1982      | 32   | 5    | 3    | 0  | 4    | 1    | 0      | 0      | 39   | 6    |
| 디나모 키이우 | 1983      | 33   | 3    | 1    | 0  | 2    | 0    | 0      | 0      | 36   | 3    |
| 디나모 키이우 | 1984      | 33   | 2    | 7    | 0  | 0    | 0    | 0      | 0      | 40   | 2    |
| 디나모 키이우 | 1985      | 34   | 8    | 2    | 1  | 9    | 2    | 0      | 0      | 45   | 11   |
| 디나모 키이우 | 1986      | 29   | 2    | 5    | 0  | 9    | 0    | 1      | 0      | 44   | 2    |
| 디나모 키이우 | 1987      | 29   | 1    | 4    | 2  | 1    | 0    | 1      | 0      | 35   | 3    |
| 디나모 키이우 | 1988      | 30   | 1    | 4    | 0  | 0    | 0    | 0      | 0      | 34   | 1    |
| 디나모 키이우 | 1989      | 5    | 2    | 2    | 0  | 0    | 0    | 0      | 0      | 7    | 2    |
| 디나모 키이우 | 1990      | 15   | 0    | 1    | 0  | 1    | 0    | 0      | 0      | 17   | 0    |
| 디나모 키이우 | 합계      | 333  | 28   | 44   | 3  | 39   | 5    | 3      | 0      | 419  | 36   |
| 마그데부르크  | 1990–91   | 3    | 0    | 0    | 0  | 0    | 0    | 0      | 0      | 3    | 0    |
| 비제프 우치   | 1991–92   | 13   | 0    | 0    | 0  | 0    | 0    | 0      | 0      | 13   | 0    |
| 디나모 키이우 | 1992–93   | 14   | 1    | 2    | 0  | 4    | 0    | 0      | 0      | 20   | 1    |
| 경력 합계     | 경력 합계 | 383  | 30   | 46   | 3  | 43   | 5    | 3      | 0      | 475  | 38   |

- 쿠보크 SSSR과 유럽대항전의 통계는 "추춘제" 일정 형식에 따라 시작 연도에 맞추어 분류되었다

### 국가대표팀
| 국가대표팀      | 연도 | 출장 | 골 |
| --------------- | ---- | ---- | -- |
| 소련 국가대표팀 | 1981 | 4    | 1  |
| 소련 국가대표팀 | 1982 | 10   | 0  |
| 소련 국가대표팀 | 1983 | 9    | 2  |
| 소련 국가대표팀 | 1984 | 4    | 0  |
| 소련 국가대표팀 | 1985 | 14   | 2  |
| 소련 국가대표팀 | 1986 | 12   | 0  |
| 소련 국가대표팀 | 1987 | 7    | 0  |
| 소련 국가대표팀 | 1988 | 16   | 1  |
| 소련 국가대표팀 | 1989 | 2    | 0  |
| 소련 국가대표팀 | 1990 | 2    | 0  |
| 합계            | 합계 | 80   | 6  |

### 국가대표팀 득점 목록
아래의 점수에서 왼쪽의 점수가 소련의 점수이며, 득점 열은 데미야넨코 득점 당시 점수 상황을 나타낸다.
| # | 날짜             | 경기장                           | 상대       | 점수 | 결과 | 대회                  |
| - | ---------------- | -------------------------------- | ---------- | ---- | ---- | --------------------- |
| 1 | 1981년 9월 23일  | 소련, 모스크바, 중앙 레닌 경기장 | 튀르키예   | 2–0  | 4–0  | 1982년 월드컵 예선전  |
| 2 | 1983년 4월 27일  | 소련, 모스크바, 중앙 레닌 경기장 | 포르투갈   | 3–0  | 5–0  | 유로 1984 예선전      |
| 3 | 1983년 10월 9일  | 소련, 모스크바, 중앙 레닌 경기장 | 폴란드     | 1–0  | 2–0  | UEFA 유로 1984 예선전 |
| 4 | 1985년 3월 27일  | 소련, 트빌리시                   | 오스트리아 | 1–0  | 2–0  | 친선경기              |
| 5 | 1985년 4월 17일  | 스위스, 베른, 방크도르프         | 스위스     | 2–1  | 2–2  | 1986년 월드컵 예선전  |
| 6 | 1988년 11월 21일 | 시리아, 다마스쿠스               | 시리아     | 1–0  | 2–0  | 친선경기              |

## 수상

### 선수
클럽
- 소련 리그: 1980, 1981, 1985, 1986, 1990
- 쿠보크 SSSR: 1982, 1985, 1987, 1990
- 소비에트 슈퍼컵: 1980, 1985, 1986
- 유러피언 컵위너스컵: 1986
- 트로페오 산티아고 베르나베우: 1986
- 우크라이나 프리미어리그: 1993
- 쿠보크 우크라이니: 1993

개인
- 유럽 U-21 선수권 대회 최우수 선수: 1980
- 우크라이나 올해의 축구 선수: 1982, 1985
- 소련 올해의 축구 선수: 1985

### 감독
디나모 키이우
- 우크라이나 프리미어리그: 2006–07
- 쿠보크 우크라이니: 2005–06, 2006–07

나사프 카르시
- AFC컵: 2011
- 우즈베키스탄 슈퍼리그 준우승: 2011
- 오즈베키스톤 쿠보기 준우승: 2011